# Faronta atrifera
Faronta atrifera là một loài bướm đêm trong họ Noctuidae.